# Michel Landois
Michel Landois (1696 – 1726) è stato un pittore francese.

## Biografia
Si formò all'Accademia nazionale di San Luca a Parigi.
Dipinse soprattutto battaglie, scontri di cavalleria e soggetti equestri. Dalle sue opere traspaiono reminiscenze dello stile di Adam Frans van der Meulen.

## Alcune Opere
- Schermaglia tra militari a cavallo, olio su tela, 95 x 120 cm, 1726[2]